# ガレス・バーバー
ガレス・バーバー（Gareth Baber、1972年5月23日 - ）は、ウェールズのラグビー指導者。現在7人制フィジー代表のヘッドコーチを務めている。

## プロフィール
- ウェールズ・カーディフ出身[1]。
- 現役時代のポジションはスクラムハーフ(SH)。
- 7人制ウェールズ代表に選ばれたことがある。

## 略歴
現役時代はブリストル・ベアーズ、ドラゴンズなどでプレーしていた。
現役引退後、カーディフ・ブルーズ、7人制香港代表のコーチを経て、2016年、7人制フィジー代表のヘッドコーチに就任。
2021年、2020東京五輪ではフィジー2連覇に貢献。